# Kongmenquan
Kongmenquan (孔门拳, Pugilato della Scuola Kong) è uno stile delle arti marziali cinesi che è classificabile come Nanquan diffuso nell'Hubei, ne è una delle cinque scuole maggiori.
Questo un elenco di forme praticate in questo stile: Yun yan quan (云燕拳, Pugilato della Rondine e della Nuvola), Long shi quan (龙狮拳, Pugilato del Drago e del Leone), Longhuquan (龙虎斗), Bazhequan (八折拳, Pugilato degli otto cambi di direzione), Zhanshanquan (战山拳, Pugilato della guerra e della montagna), ecc.